# Carl Wilhelm Hammarsköld

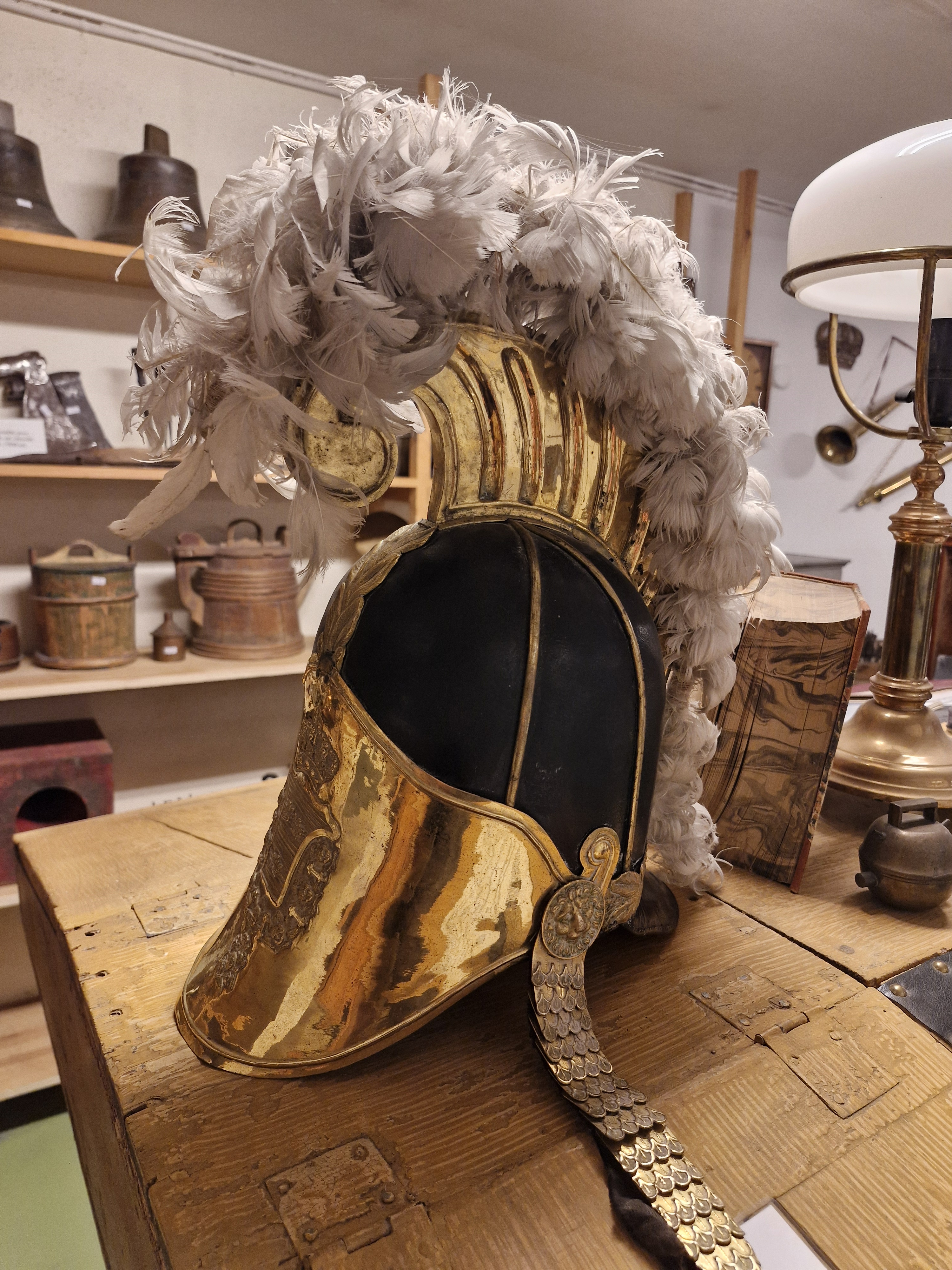
Hammarskjöldska paradkasken bars vid festliga tillfällen av Brukspatronen Carl Wilhelm Hammarskjöld. Finns som föremål på Skultuna hembygdsmuseum.

Carl Wilhelm Hammarsköld, född 25 maj 1807 på utgården Virkvarn under Virbo säteri i Misterhults socken, död 27 maj 1860 i Spring Hill Forge i North Carolina, USA, var en svensk adelsman och brukspatron.
Carl Wilhelm Hammarsköld var son till kaptenen och godsägaren Per Hammarsköld. Tidigt insåg Carl Wilhelm att han främst ville sysselsätta sig som godsägare, men erhöll troget familjetraditionen officersutbildning. 1822 blev han kadett vid Karlsberg, utexaminerades 1826 och blev samma år kornett vid livregementets dragonkår. Befordran gick dock långsamt, 1829 blev han underlöjtnant och 1833 löjtnant vid livregementets husarkår. Han erhöll 1834 ryttmästares namn, heder och värdighet, blev 1836 ryttmästare vid livregementets dragonkår innan han slutligen 1850 erhöll avsked. Militärtjänstgöringen gav dock mycket ledig tid åt Hammarskjöld att ägna sig åt annat, och han arrenderade under tiden tillsammans med en bekant en liten gård utanför Stockholm. Han försökte samtidigt beveka sin far att finansiera ett studieresa utomlands men nekades. År 1829 avled dock hans morfars bror Carl Jacob Adlerwald, och arvingarna till Skultuna sökte nu efter en lämplig ledare för bruket. Farbrodern Wilhelm Hammarsköld blev den som utsågs att leda bruket, men det var på grund av hans hälsa klart från början att lösningen endast var tillfällig och det blev därför Carl Wilhelm som utsågs till den som skulle ta över ledningen av bruket sedan han erhållit nödvändig utbildning. Per Hammarsköld var av åsikten att sonen borde genomgå Falu Bergsskola, men Wilhelm lyckades övertyga brodern om att Carl Wilhelm i stället skulle praktisera på Skultuna under farbrodern två vintrar och därefter företa en studieresa utomlands. Redan vintern 1830 vistades han hos farbrodern på Skultuna, där han blev mycket populär genom sitt lediga sätt. Farbrodern uppfattade honom som lovande och ambitiös. Redan då han återvände till regementsmötet vid Drottningholm våren 1830 var han hemligt förlovad med sin äldsta kusin Hedda Hammarsköld och senare under året meddelade han sina föräldrar sina giftasplaner. Fadern Per var tveksam, han ansåg sonen för ung för att gifta sig och att sonen saknade en ordentlig inkomst. Farbrodern var däremot förtjust och till slut gav fadern med sig. Även vintrarna 1831 och 1832 fick han arbeta som brännugnsdräng och hjälpreda åt Wilhelm. Våren 1832 arrenderade han även Forsby gård i Skultuna av Wilhelms son, Mikael Wilhelm. På våren 1832 fick han äntligen resa ut på sin utlandsresa, som dock endast kom att gå till Tyskland. Till ressällskap hade han notarien i bergskollegium L. W. Starck och råd inför resan hade insamlats hos Nils Gabriel Sefström. För att få tillträde till mässingsbruken beslutade de att utge sig för att vara vanliga turistande officerare utan intressen i mässingsindustrin. Ägaren till Nyköpings mässingsbruk hade erbjudit sig att betala halva resan för att få ta del av rönen, men som Nyköping var en av Skultunas svåraste konkurrenter avböjdes anbudet. Berlin, Dresden, Leipzig och Lützen var några av platserna som besöktes, liksom mässingsbruket Haegermühle utanför Berlin och Frauenfeldt utanför Wien. Efter återkomsten till Sverige hösten 1832 gifte han sig med Hedda Hammarsköld i Skultuna kyrka.
Nyåret 1833 inträdde Carl Wilhelm som Wilhelm Hammarskölds efterträdare som disponent för Skultuna. Han ansåg att produktionen var föråldrad, och bad att få anställa L. W. Starck för att lämna ritningar och föreslå förbättringar på maskinerna vid bruket. Bolagsintressenterna kom dock att knorra över lönekostnaderna för Starck, men han fick dock slutligen anställning fram till 1840. Carl Wilhelm Hammarsköld saknade inte begåvning och energi. Han hade också en god förmåga att göra sig populär bland både likar och underordnade. Före 1830 hade han dock inte haft någon utbildning inom bergsnäringen. Som senare skulle visa sig hade han även benägenhet för risktagning och spekulation. 
Carl Wilhelm Hammarsköld hade då han tillträdde som disponent själv ingen andel i Skultuna bruk. År 1833 sålde dock hans faster Carin Weidenhielm sina andelar i Skultuna och Carl Wilhelm köpte då större delen av dessa. Han kom samma år även att köpa en fjärdedel av sin fars andelar i bruket. Brukets ekonomi var vid Carl Wilhelm Hammarskölds övertagande inte det bästa, främst för att man löst ut Wilhelm Hammarsköld från hans andelar i bruket för betydande summor. Under Carl Wilhelm Hammarskölds tid ökar dock produktionen betydligt. Carl Wilhelm gjorde dock själv ganska få egna investeringar i bolaget, huvuddelen hade gjorts redan under Wilhelms tid. En bidragande orsak var förutom Carl Wilhelms bristande kunskaper inom bruksnäringen bolagets intressenter, som motsatte sig alla kostnader som kunde minska deras vinst. Från att ha haft en ganska god relation försämrades relationen med släktingarna som krävde bättre avkastning medan Carl Wilhelm Hammarsköld försökte få loss pengar till avbetalningar av brukets lån. Det kom att gå så långt att släktingarna begärde utomstående granskningar av brukets böcker. År 1845 lade dock Nyköpings mässingsbruk ned sin tillverkning, vilket innebar att en betydande konkurrent försvann från marknaden. Skultuna saknade tillräckligt med jordbruk för att försörja bruksarbetarna, och var därför tvungen att köpa upp spannmål i angränsande trakter. För att bredda produktionen och få ytterligare inkomster ansökte Carl Wilhelm Hammarsköld om att få tillverka stångjärn vid Skultuna, en produktion som kom igång 1837. Inkomsterna blev dock ganska obetydliga. Det är möjligt att järnproduktionen var ett sätt att locka utländska investerare, då det vid denna tid fanns gott om utländska spekulanter på svenska järnbruk. Februarirevolutionen 1848 som snart spred sig med oro i hela Europa innebar dock ett stopp för investeringsivern och minskad export. Carl Wilhelm Hammarsköld som egentligen var mest intresserad av jordbruk kom att ta sig an uppgiften med engagemang. Ganska snart började han dock även att spekulera med spannmål som såldes vidare med vinst, och kunde göra betydande vinster. År 1847 blev dock ett missväxtår, vilket gjorde att Hammarsköld gjorde betydande förluster. Carl Wilhelm Hammarsköld ägnade sig även åt spekulation i bergsnäringen. Redan 1837 köpte han andel i Fliks masugns i Norbergs socken, och senare Matsbo masugn i Hedemora socken. År 1845 bearbetade han den gamla Toftgruvan på Norrbo häradsallmänning med silverfyndigheter och var en betydande delägare i Kallmora gruva i Norbergs socken. Han köpte andelar i Tydals kopparverk i Norge. Han antog sig även disponentskapet för Rosfors bruk i Norrbotten. Senare köpte han Västanå bruk i Ångermanland som i samband med krisen 1848 fick säljas med betydande förluster. Till problemen kom att även Carl Wilhelm Hammarskölds far var en obotlig spekulant, som med tiden drog på sig betydande skulder och höll på att gå i konkurs. För att rädda honom tog sönerna över delar av hans verksamhet, Carl Wilhelm Helgerums pappersbruk, som var en hårt belånad mycket förlustbringande verksamhet. Förlusterna i samband med missväxten 1847 och den ekonomiska nedgången 1848 gjorde Carl Wilhelm Hammarskölds situation alltmer ohållbar. På hösten 1849 meddelade Per Hammarskjöld sin son att både han och den äldste sonens ekonomiska situation nu var ohållbar. Tillfälligt räddades Carl Wilhelm i samband med att farbrodern Carl Reinhold Hammarsköld avled i maj 1849. Hans arvingar ville dra sig ur sitt engagemang i Skultuna bruk och hösten 1849 ingick han ett köpekontrakt med dem för att köpa deras andelar. Frågan är dock om han verkligen trodde att han kunde få loss pengar att köpa andelarna. 3 december 1849 begärde han dock kungligt tillstånd att få resa till Storbritannien för affärer, vilket beviljades och 10 december avreste han. Han hade dock som det verkar redan gjort planer för att om inte annat i nödfall kunna resa vidare. Han lät från Storbritannien omdirigera en järnlast till USA för att säkra sin försörjning där. Förhandlingarna om att få loss mer pengar strandade inte oväntat och 29 december 1849 skrev han ett brev från Liverpool, där han meddelande sitt beslut att inte återvända till Sverige. I början av 1850 anlände han till USA, där han först bodde hos sin svåger och kusin Hjalmar Hammarskjöld i Charleston. Han började snart ångra sin flykt och begärde redan 29 januari 1850 fri lejd för att kunna återvända till Sverige och klara upp sina affärer. Han försörjde sig till en början med att driva en cigarrbutik. I september samma år återkallade han dock sin ansökan sedan han blivit chef för ett järnverk i Cooperville i South Carolina. 
Kort efter att det blivit klart att Carl Wilhelm inte skulle komma tillbaka förklarades han försatt i konkurs. I pressen cirkulerade en rad rykten, bland annat saknades Oscar I bland fordringsägarna trots att Carl Wilhelm Hammarsköld veterligt hade skulder till honom, och det ryktades att han vid ett hemligt möte med kungen i Berlin gett honom full betalning och i gengäld erhållit en snusdosa i guld. Faderns och broderns konkurser tillkännagavs efter Carl Wilhelms, vilket gjorde att han kom att klandras i pressen för att ha dragit med sig sin far och sin bror i sin konkurs, trots att det snarare var tvärtom. I sin frånvaro dömdes han 1853 i Sverige till två timmars skamstraff vid påle och två års straffarbete på fästning. År 1856 befriades han från skamstraffet, och ansökte 1857 om befrielse från fästningsstraffet, men hans ansökan avslogs. År 1859 nedsattes han straff till sex månaders fängelse. År 1860 ansökte han om nåd även från detta straff men han avlida innan ansökan var behandlad. Hammarsköld stannade inte länge i Cooperville men fick ganska snart ihop pengar nog att köpa ett järnbruk i Spring Forest, North Carolina, och lyckades tjäna ihop ganska betydande summor. Han började därför planera att återvända till Sverige och betala av sina fordringsägare. För öka sina inkomster och lättare tjäna ihop de nödvändiga summorna började han dock på nytt spekulera, och gjorde stora förluster. Vid hans död täckte tillgångarna nätt och jämnt hans skulder.
Carl Wilhelm Hammarsköld blev 1846 riddare av Vasaorden.